# Эскадренные миноносцы типа «Акри»
Эскадренные миноносцы типа «А́кри» — тип эскадренных миноносцев ВМС Бразилии, строившиеся в период Второй мировой войны, спущенные на воду в 1942—1944 годах, вошедшие в строй после войны. Вариант британского типа «H» с американской универсальной артиллерией главного калибра

## История создания и особенности конструкции

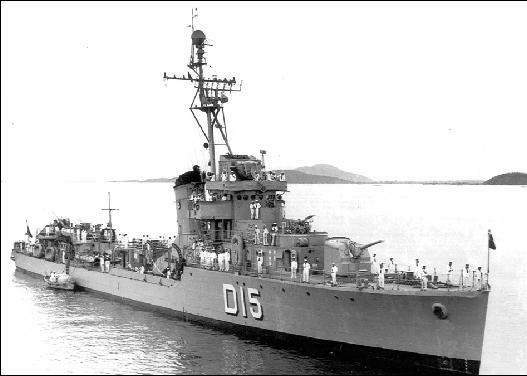
эскадренный миноносец CT Araguari

После того, как в начале войны Великобритания реквизировала строившиеся по заказу Бразилии на её верфях шесть эсминцев типа J (названия на португальском начинались с J), бразильским правительством было решено строить подобные эсминцы на своих верфях, от Британии была получена документация на эсминцы типа Н. Эсминцы типа А заложены в 1940 году, но из за слабой технической базы их постройка шла очень медленно, и в строй они вошли после войны.
Исходный проект имел в основе эскадренные миноносцы типа H и практически повторял реквизированные корабли. Переориентация бразильской кораблестроительной политики с британской помощи на американскую повлияла на внешний вид и оборудование. В конечном итоге эсминцы мало походили на британский прототип. Так вместо двух труб осталась одна. Вооружение было унифицировано с эсминцами типа «Марсилио Диас» (или тип M) и включало четыре орудия 127-мм/38 Мк. 12 на штыревых установках: носовая имела коробчатый щит, остальные открытые.
Всё вооружение, радары и система управления огнём были американского производства.

## Конструкция

### Архитектурный облик
Внешне напоминали американские эсминцы типа «Гридли».

### Энергетическая установка
Главная энергетическая установка первоначального проекта предполагала состав из трёх трёхколлекторных Адмиралтейских котлов с пароперегревателями и двух турбозубчатых агрегатов Парсонса. Размещение ГЭУ — линейное. Масса 490 тонн.
Рабочее давление пара — 21,2 кгс/см² (20,5 атм.), температура — 332 °C. Запас топлива предполагал 461 тонн мазута. Дальность плавания 3800 миль 20-узловым ходом. Из-за переориентации Бразилии на американских постановщиков вошли в строй с другими установками.

#### Главная энергетическая установка
Американские силовые установки были компактнее и тяжелей.
Главная энергетическая установка включала в себя два котла Babcock & Wilcox с пароперегревателями и два двуступенчатых редуктора и паровые турбины Парсонса. Масса установки 559,3 тонн. Размещение ГЭУ — линейное. Котлы размещались в изолированных отсеках, турбины — в общем машинном отделении, при этом были отделены от турбин водонепроницаемой переборкой.
Рабочее давление пара — 370 psi (2600 kPa) 25,5 кгс/см² (25,2 атм.), температура — 665 °F (352 °C).

#### Дальность плавания и скорость хода
Мощность установки Westinghouse составляла на Acre и Ajuricaba 34 600 л. с. при двух паровых котлах, эсминцы развивали 33,5 узла. Остальные эсминцы получили более тяжёлую установку массой 688,89 тонны General Electric мощностью 42 800 л. с. с тремя паровыми котлами и развивали 36 узлов. Котлы поставляла Babcock & Wilcox. General Electric поставил двухступенчатые редукторы для всех шести кораблей.
Запас топлива хранился в топливных танках, вмещавших 450 тонн мазута, дальность плавания не изменилась и составила 3800 миль 20-узловым ходом.
Гребные винты имели диаметр 3,2 м.

### Вооружение
Они получили четыре 127 мм/38, орудий Марк 12 в палубных установках на центральном штыре Марк 21 с ручным заряжением. Щит был только на носовом.

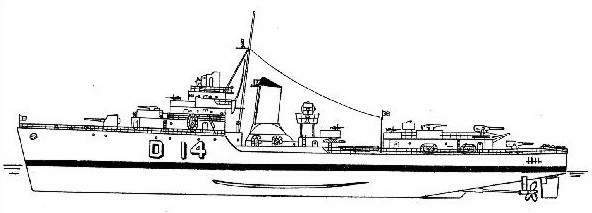
CT Araguaia (D-14)

#### Зенитное вооружение
На «А́кри» зенитное вооружение состояло из шести «эрликонов». На остальных зенитное вооружение составляли четыре одиночных 20-мм «эрликона» и сдвоенный «Бофорс».

#### Торпедное вооружение
Торпедное вооружение включало в себя два 533-мм четырёхтрубных торпедных аппарата. Acre и Ajuricaba несли трёхтрубные торпедные аппараты.

## Служба и модернизации
Эсминцы не успели принять участие в боевых действиях Второй мировой войны. Носовое возвышенное орудие ГК было демонтировано сразу после вступления в строй, на его место был поставлен спаренный «Бофорс».

## Список эсминцев типа
| Корабль               | Заложен         | Спущен на воду | Вошёл в строй   | Списан |
| --------------------- | --------------- | -------------- | --------------- | ------ |
| А́кри (Acre)           | 28 декабря 1940 | 30 мая 1945    | 10 декабря 1951 | 1974   |
| Ажурикаба (Ajuricaba) | 28 декабря 1940 | 30 мая 1945    | Декабрь 1951    | +1964  |
| Амазо́нас (Amazonas)   | 20 июля 1940    | 29 ноября 1943 | 10 ноября 1949  | 1973   |
| Апа (Apa)             | 28 декабря 1940 | 30 мая 1945    | Декабрь 1951    | 1964   |
| Арагуари (Araguarí)   | 28 декабря 1940 | 14 июля 1946   | 23 июня 1951    | 1974   |
| Арагуа́я (Araguaia)    | 20 июля 1940    | 24 ноября 1943 | 3 сентября 1949 | 1974   |